# Massimiliano Russo
Massimiliano Russo (Torino, 30 giugno 1976) è un pallavolista italiano.
Gioca nel ruolo di centrale nel Volley Segrate 1978.

## Carriera
La carriera di Massimiliano Russo inizia nella Pallavolo Modena. In tre stagioni vince la Coppa dei Campioni 1995-96, la Coppa delle Coppe 1994-95, la Supercoppa europea 1995, il titolo di campione d'Italia 1994-95 e due edizioni della Coppa Italia, nel 1993-94 e nel 1994-95.
Fanno seguito tre stagioni nella seconda serie nazionale. Nella stagione 1996-97 viene ingaggiato dal VBA Olimpia Sant'Antioco, mentre nell'annata successiva gioca per un'altra società modenese, la Villa d'Oro Pallavolo Modena. Con il Volley Forlì vince subito il campionato, ottenendo la promozione alla Serie A1, e la Coppa Italia di Serie A2. Rimane nella formazione forlivense per sei stagioni, a parte una parentesi nel Cuneo Volley Ball Club, con cui conquista la Supercoppa italiana 2002.
Seguono diverse stagioni in Serie A2, con le maglie di Volley Arezzo, Pallavolo Pineto e Volley Team La Spezia. Dalla stagione 2009-10 è in forza al Volley Segrate 1978, con cui gioca una finale di Coppa Italia di Serie A2 e ottiene una promozione dalla Serie B2 alla Serie B1.

## Palmarès

### Club
- Campionato italiano: 1

1994-95
- Coppa Italia: 2

1993-94, 1994-95
- Supercoppa italiana: 1

2002
- Coppa Italia di Serie A2: 1

1998-99
- Champions League: 1

1995-96
- Coppa delle Coppe: 1

1994-95